# Praepositinus
 (mars 2024).
Præpositinus, né vers 1150 à Crémone (Lombardie) et mort en septembre le 25 février 1210 à Paris, est un théologien italien du XIIIe siècle.

## Biographie
Praepositinus est qualifié Cremonensis dans quelques-uns des manuscrits de ses ouvrages. Aubry de Trois-Fontaines le dit né en Lombardie, et Tiraboschi l’a compris au nombre des Italiens qui ont cultivé les lettres. On ignore la date de sa naissance ; mais il avait probablement déjà fait un assez long séjour à Paris lorsqu’il devint, en 1206, chancelier de l'École cathédrale de Paris : en cette qualité, il s’engagea à la plus exacte résidence par un serment consigné dans un acte de l’évêque Odon qui est daté de 1207 et dont Claude Héméré, du Boulay, Casimir Oudin, ont transcrit le texte latin comme un monument des rapports du chancelier de la cathédrale avec les écoles. On a lieu de croire que Præpositinus n’a pas conservé longtemps cette dignité ; car Aubry de Trois-Fontaines lui donne un successeur dès l’an 1209. Il faut qu’il soit mort en cette année-là, ou qu’il se soit retiré dans sa patrie, ce qui est moins probable. Cependant du Cange et Oudin le font vivre jusqu’en 1217, parce que Albéric reparle de lui après 1209 ; mais c’est à l’occasion des chanceliers qui lui ont succédé et sans faire entendre qu’il vécût encore. Son principal ouvrage est une Somme de théologie dont on n’a rien imprimé, sinon quelques pages à la suite du pénitentiel de Théodore. Le surplus est inédit ; mais les copies manuscrites en sont fort nombreuses, ce qui prouve qu’on a fait au Moyen Âge beaucoup d’usage de ce livre. II s’en est retrouvé des manuscrits en Italie, en Angleterre, en diverses abbayes et cathédrales de France, dans les bibliothèques des maisons de Sorbonne et de Navarre, et il en subsiste plusieurs dans celle de Paris. Præpositinus, comme les autres docteurs de son temps, expliquait les Sentences de Pierre Lombard dans ses livres et dans ses leçons publiques. Il a composé aussi un commentaire du Psautier que la bibliothèque nationale de France possède manuscrit, et qui, bien que tout à fait distinct de la Somme, est rédigé dans le goût et dans les formes de la scolastique. On conservait à St-Victor ses sermons, qu’Aubry de Trois-Fontaines déclare excellents. Enfin, il a laissé un livre sur les offices divins que Bernhard Pez a remarqué parmi les manuscrits d’une bibliothèque de Salzbourg. Quoique admiré par Aubry de Trois-Fontaines et cité honorablement dans la Somme théologique de Thomas d'Aquin, Præpositinus n’occupe qu’un rang fort obscur parmi les théologiens : ses écrits n’ont excité aucune curiosité, parce qu’en effet ils ne contiennent rien qui ne se rencontre ailleurs sous les mêmes formes.